# Blue World
Blue World é o quinto single japonês da boy band sul-coreana Super Junior, lançado em 11 de dezembro de 2013, pela Avex Trax. O single é o primeiro do grupo a ser lançado no Japão com músicas totalmente inéditas.

## Antecedentes
Foi anunciado em 26 de setembro de 2013, durante um evento do ELF Japan, que o grupo lançaria seu quinto single japonês, intitulado Blue World, em dezembro de 2013. A canção é o primeiro lançamento original em japonês do grupo. Mais tarde, no dia 23 de outubro, foi revelado que a data de lançamento seria 11 de dezembro, contendo a canção "Candy" como b-side. O single terá três edições diferentes: CD only, CD+DVD e uma versão exclusiva do ELF Japan.
Em 8 de novembro, a Avex Trax divulgou um medley através do YouTube com uma prévia de ambas as canções e também revelou as diferentes capas de cada versão do single. Blue World marca a volta de Heechul após o cumprimento do serviço militar obrigatório.

## Performance comercial
Blue World alcançou o primeiro lugar no Tower Records Daily Chart, da Tower Records japonesa, no dia em que foi lançado. O single alcançou o segundo lugar na parada diária da Oricon, vendendo 46;968 cópias. Ele também alcançou o segundo lugar semanal na Oricon, com 68 684 cópias vendidas.

## Promoção
Super Junior fez uma colaboração com a Tokyo Joypolis, chamada "Play the Blue World", com tecnologia 3D, sistema de laser a cores e iluminação até 13 de janeiro de 2014, para promover o single. Super Junior também performou uma versão ao vivo da canção durante um show da turnê Super Show 5 no Kyocera Dome, em Osaka, em novembro de 2013. O grupo também performou uma versão coreana da canção durante o SM Town Week.

## Lista de faixas
| CD             |                           |                |                                  |         |  |
| N.º            | Título                    | Letras         | Música                           | Duração |  |
| 1.             | "Blue World"              | Amon Hayashi   | Stephan Elfgren, Anders Wigelius | 3:24    |  |
| 2.             | "Candy"                   | AKIRA          | DAICHI, Robin Ericsson, Jin Choi | 3:25    |  |
| 3.             | "Blue World -Less Vocal-" | Amon Hayashi   | Stephan Elfgren, Anders Wigelius | 3:24    |  |
| 4.             | "Candy -Less Vocal-"      | AKIRA          | DAICHI, Robin Ericsson, Jin Choi | 3:25    |  |
| Duração total: | Duração total:            | Duração total: | Duração total:                   | 13:38   |  |

DVD
1. Blue World (videoclipe)
2. Blue World (making-of)

## Desempenho nas paradas
| Parada                 | Posição de pico | Vendas  |
| ---------------------- | --------------- | ------- |
| Oricon Daily Singles   | 2               | 77 026+ |
| Oricon Weekly Singles  | 3               | 77 026+ |
| Oricon Monthly Singles | 9               | 77 026+ |